# Polydesmus juergengruberi
Polydesmus juergengruberi är en mångfotingart som beskrevs av Mrsic 1994. Polydesmus juergengruberi ingår i släktet Polydesmus och familjen plattdubbelfotingar. Inga underarter finns listade i Catalogue of Life.